# Новичка
Нови́чка (укр. Новичка) — село в Долинской городской общине Калушского района Ивано-Франковской области Украины.
Население по переписи 2001 года составляло 1717 человек. Почтовый индекс — 77503. Телефонный код — 3477.

## Известные уроженцы и жители
- Олег Головчак, украинский архитектор[1].
- Зорян Белинский[укр.], рядовой батальона «Ивано-Франковск». Погиб в бою под Иловайском, награждён орденом «За мужество» III степени.